# Антрас (Жер)
Антра́с (фр. Antras) — коммуна во Франции, находится в регионе Юг — Пиренеи. Департамент — Жер. Входит в состав кантона Жегён. Округ коммуны — Ош.
Код INSEE коммуны — 32003.

## География

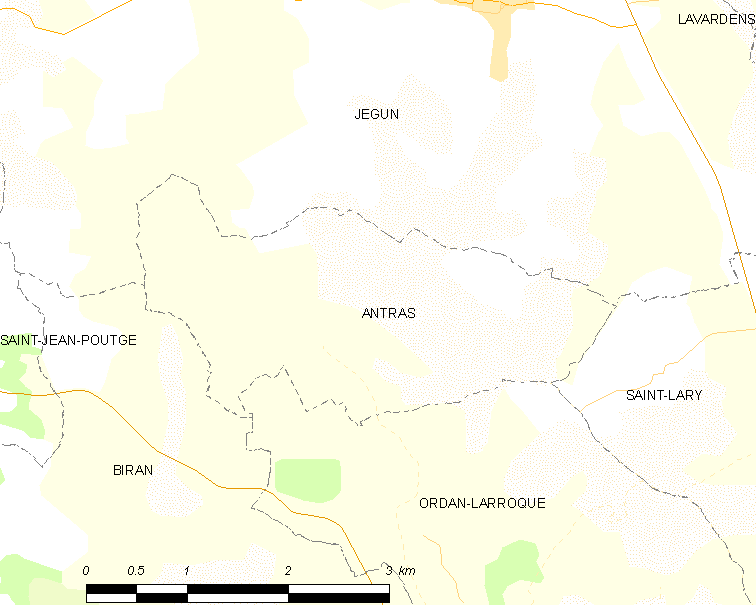
Карта коммуны

Коммуна расположена приблизительно в 590 км к югу от Парижа, в 85 км западнее Тулузы, в 15 км к северо-западу от Оша.

## Климат
Климат умеренно-океанический. Лето жаркое и немного дождливое, температура часто превышает 35 °С. Зимой часто бывает отрицательная температура и ночные заморозки. Годовое количество осадков — 700—900 мм.

## Население
Население коммуны на 2010 год составляло 56 человек.
| 1962 | 1968 | 1975 | 1982 | 1990 | 1999 | 2010 |
| ---- | ---- | ---- | ---- | ---- | ---- | ---- |
| 93   | 86   | 49   | 55   | 51   | 58   | 56   |

## Администрация
| Период | Период | Фамилия           | Партия       | Примечания |
| ------ | ------ | ----------------- | ------------ | ---------- |
| 1919   | 1953   | Сиприан Розис     |              |            |
| 1953   | 1983   | Габриэль Розис    |              |            |
| 1983   | 2014   | Мари-Катрин Дюран | Разные левые |            |
| 2014   | 2020   | Оливье Суар       |              |            |

## Экономика
В 2010 году среди 31 человека трудоспособного возраста (15-64 лет) 23 были экономически активными, 8 — неактивными (показатель активности — 74,2 %, в 1999 году было 67,6 %). Из 23 активных жителей работали 23 человека (12 мужчин и 11 женщин), безработных не было. Среди 8 неактивных 2 человека были учениками или студентами, 5 — пенсионерами, 1 был неактивным по другим причинам.